# بوستانیته
بوستانیته (به بلغاری: Bostanite) یک منطقهٔ مسکونی در بلغارستان است که در چوپرنه واقع شده‌است.
 بوستانیته   ۳۳۳ متر بالاتر از سطح دریا واقع شده‌است.